# Wassu
I wassu (o anche wasu, waçu, wassu-cocal, cocal) sono un gruppo etnico del Brasile che ha una popolazione stimata in circa 1.500 individui. Parlano la lingua portoghese e sono principalmente di fede cristiana.
Vivono nello stato brasiliano dell'Alagoas. La lingua originale wasu (ISO/DIS 639-3: wsu) è considerata una lingua estinta.